# Jordi Salvador i Duch
Jordi Salvador i Duch (Tarragona, 23 de julio de 1964) es un antropólogo y político español. Licenciado en Geografía e Historia en la Universidad Rovira i Virgili de Tarragona (URV), Diplomado en Maestro de Educación General Básica y doctor en Antropología Cultura y Social. Premio Extraordinario de doctorado de la URV 2004-2005.
Desde 2008 es secretario general de la Unión General de Trabajadores de Cataluña en Tarragona. En las elecciones generales españolas de 2015 fue candidato por Esquerra Republicana de Catalunya en la circunscripción de Tarragona y fue elegido diputado. Repitió el escaño en las elecciones generales españolas de 2016.

## Obras
- Futbol metàfora de una guerra freda. Un estudi Antropològic del Barça (2007)[3]